# البقعة الكثيفة
البقعة الكثيفة في الكلية (بالإنجليزية: macula densa)‏ هي منطقة من الخلايا المتخصصة والمتراصاة بشكل وثيق، وهي تُبطِن الطرف الصاعد السميك لعروة هنلي من القشرة الكلوية في مرحلة انتقاله إلى الأنبوبة الملتوية البعيدة .
خلايا البقعة الكثيفة حساسة لتركيز كلورايد الصوديوم في الأنبوبة الملتوية البعيدة ، مما يلعب دوراً مهماً في نظام الرينين-أنجيوتنسين

صورة توضح أقسام الكبيبة الكلوية، البقعة الكثيفة تأخذ الرقم: 7

## الشكل المجهري
خلايا البقعة الكثيفة أطول ولها نوى أكثر بروزاً من الخلايا المحيطة من الانابيب المستقيمة البعيدة (الطرف الصاعد السميك من القشرة الكلوية). تقارب الخلايا وبروز النوى يجعل ذلك الجزء من الأنبوب الملتوي البعيد يظهر أكثر قتامة تحت المجهر؛ ومن هنا تأتي تسميتها البقعة الكثيفة. 

## الوظيفة
تستشعر خلايا البقعة الكثيفة التغييرات في مستوى كلورايد الصوديوم، مما يؤدي إلى استجابة تنظيمية ذاتية لزيادة أو تقليل إعادة امتصاص الأيونات والمياه إلى الدم (حسب الحاجة) من أجل تغيير حجم الدم وإعادة ضغط الدم إلى وضعه الطبيعي.
تقلص الشريان الوارد يسبب انخفاض في معدل الترشيح الكبيبي، مما يؤدي إلى انخفاض تركيز أيونات كلورايد الصوديوم في الترشيح ومعدل تدفق الترشيح.
انخفاض ضغط الدم يعني انخفاض الضغط الوريدي، وبالتالي انخفاض الضغط الشعري المحيط بالنبيبات. وهذا يؤدي إلى انخفاض الضغط الهيدروستاتيكي الشعري؛ مما يسبب زيادة امتصاص أيونات الصوديوم في الأوعية المستقيمة في  الأنابيب الملتويةالقريبة .
وبالتالي، فإن انخفاض ضفط الدم يؤدي إلى انخفاض كلورايد الصوديوم الموجود في الأنبوبة الملتوية البعيدة؛ حيث تقع البقعة الكثيفة. تستشعر البقعة الكثيفة هذا الانخفاض في تركيز الملح وتستجيب عن طريق آليتين:
الأولى :عن طريق تحفيز تمدد الشرايين الكلوية الواردة، وتقليص المقاومة في الشرايين الكلوية الوردة وبالتالي تعويض انخفاض الضغط الهيدروستاتيكي الكبيبي الناجم عن انخفاض ضغط الدم.
الثانية: تفرز خلايا البقعة الكثيفة البروستاغلاندين،والذي يحفز الخلايا المجاورة للكبيبات التي تبطن الشرايين الواردة لإطلاق مادة الرينين إلى مجرى الدم. (تستطيع الخلايا المجاورة للكبيبات افراز الرينين بشكل مستقل عن البقعة الكثيفة، كما يتم إفراز الرينين عن طريق مستقبل الضغط عند استشعار انخفاض الضغط في الشرايين، بالإضافة إلى ذلك؛ تنشيط الجهاز العصبي الودي يحفز افرازالرينين من خلال تفعيل مستقبلات بيتا -1).
وبالتالي، فإن انخفاض ضغط الدم يؤدي إلى تمدد الشرايين الواردة، وزيادة معدل الترشيح الكبيبي بسبب زيادة التدفق إلى الكبيبات. كما يؤدي إلى إفراز الرينين والتي من خلال نظام الرينين-أنجيوتنسين مسبباً تضييق الشرايين الكلوية الصادرة مما يزيد في نهاية المطاف الضغط الهيدروستاتيكي في الكبيبة. 
العملية التي تسببها البقعة الكثيفة تساعد في الحفاظ على معدل الترشيح الكبيبي ثابت إلى حد ما كاستجابة لتفاوت الضغط الشرياني.

نظام الرينين-أنجيوتنسين-الدوستيرون

تضرر البقعة الكثيفة من شأنه أن يؤثر على تدفق الدم إلى الكليتين لأن الشرايين الواردة لن تمدد استجابةً لانخفاض في الترشيح الأسمولي ولن يرتفع الضغط في الكبيبة. كجزء من تنظيم ضغط الجسم.